# Medal Orderu Wielkiego Księcia Giedymina
Medal Orderu Wielkiego Księcia Giedymina (lit. Lietuvos didžiojo kunigaikščio Gedimino ordino medalis) – jedno z litewskich odznaczeń państwowych ustanowione w 1930.

## Historia
Medal Orderu Wielkiego Księcia Giedymina został ustanowiony w 1930 i na Litwie był przyznawany tylko do 1932. Medal zaprojektował artysta Jonas Burba. W latach międzywojennych odznaczenie było produkowane przez szwajcarską firmę Huguenin. Obecnie jest wytwarzane w Wilnie przez mennicę państwową. Po odzyskaniu niepodległości przez Litwę w 1991 odznaczenie zostało odnowione i jest nadawane przez prezydenta kraju. Do 2002 medal dzielił się na trzy klasy, obecnie zniesione wraz z gruntowną zmianą wizerunku samego medalu.

## Zasady nadawania
Medal, który do 2002 dzielił się na trzy klasy różniące się kruszcem (złoty I klasa, srebrny II klasa i brązowy III klasa), jest obecnie nadawany jako wyróżnienie dla obywateli za ich szczególny wkład w służbę dla państwa i zwykle jest wręczany w święto niepodległości Litwy w dniu 16 lutego. W latach międzywojennych odznaczono:
- złotym medalem I klasy: 48 osób (za służbę 25-letnią),
- srebrnym medalem II klasy 309 osób (za służbę 15-letnią),
- brązowym medalem III klasy ok. 3000 osób (za służbę 5-letnią)[2].

Po odzyskaniu niepodległości w 1991 medalem nagrodzono 409 osób, zarówno Litwinów jak i obcokrajowców.

## Opis odznaki
Odznaką Medalu Orderu Wielkiego Księcia Giedymina jest okrągły medal. Na awersie znajdowała się podobizna wielkiego księcia Giedymina, dookoła której umieszczony był litewski napis stylizowanymi gotyckimi literami: DIDYSIS LIETUVOS KUNIGAIKŠTIS/GEDIMINAS (Wielki książę litewski Giedymin). Na rewersie znajdował się stylizowany żelazny wilk ze snu Giedymina, obok którego umieszczona była tarcza herbowa przedstawiająca Słupy Giedymina, a w tle dąb. W 2002 dokonano reformy odznaczenia zmieniając wygląd medalu. Odtąd na awersie znajduje się wyobrażenie odznaki Orderu Wielkiego Księcia Giedymina, a na rewersie napis: LIETUVOS DIDYSIS KUNIGAIKŠTIS/GEDIMINAS 1316-1341 (Wielki książę Litwy Giedymin 1316-1341). Medal, tak jak uprzednio, zawieszany jest na klamrze umocowanej na wstążce z pomarańczowej mory z dwoma brązowymi paskami wzdłuż obu brzegów wstążki i oraz żółtą bordiurą. Szerokość wstążki 32 mm. Baretkę medalu sporządza się z ww. wstążki, na której umieszcza się srebrzone okucie kształcie trójliścia, w celu odróżnienia od baretki Krzyża Kawalerskiego Orderu Wielkiego Księcia Giedymina.